# Jordan Poole
Jordan Edward Poole (ur. 19 czerwca 1999 w Milwaukee) – amerykański koszykarz, występujący na pozycji rzucającego obrońcy, od 2023 zawodnik Washington Wizards.
W 2017 wystąpił w meczu gwiazd amerykańskich szkół średnich Derby Classic.
6 czerwca 2023 został wytransferowany do Washington Wizards.

## Osiągnięcia
Stan na 4 października 2023, na podstawie, o ile nie zaznaczono inaczej.
NCAA
- Wicemistrz NCAA (2018)
- Uczestnik rozgrywek Sweet 16 turnieju NCAA (2018, 2019)
- Mistrz turnieju konferencji Big 10 (2018)
- Zaliczony do składów:
  - Academic All-Big Ten (2019)
  - All-Big Ten Honorable Mention Team (2019)
- Zawodnik tygodnia Big Ten (3.12.2018)

NBA
- Mistrz NBA (2022)[4]

Indywidualne
- Zaliczony do III składu NBA G League (2021)[5]
- Lider:
  - sezonu regularnego NBA w skuteczności rzutów wolnych (2022 – 92,5%)[6]
  - G-League w skuteczności rzutów wolnych (2021)[7]